# Арисменди, Марина
Ана Марина Арисменди Дубински (исп. Ana Marina Arismendi Dubinsky; род. 30 мая 1949 года, Монтевидео) — уругвайская политическая деятельница. С 1998 по 2006 год — генеральный секретарь Коммунистической партии Уругвая (КПУ), входящей в состав правящего в 2005—2019 годах Широкого фронта. Сенатор с 1994 года, министр социального развития в правительствах президента Табаре Васкеса в 2005—2010 и 2014—2015 годах.

## Биография
Марина Арисменди родилась в семье многолетнего лидера уругвайских коммунистов Роднея Арисменди и Розы Дубинской.
Среднее образование получала в школах Чили и Уругвая. Вступила в Союз коммунистической молодежи и Комитет поддержки кубинской революции «Камило Сьенфуэгос». Работала в типографии, а после получения диплома — учительницей младших классов, однако была вынуждена покинуть Уругвай после установления военно-гражданской диктатуры. 
В изгнании в Германской демократической республике получила степень бакалавра социальных наук, работала переводчицей и корректором, а также преподавала испанский язык, историю и географию латиноамериканских стран.
Вернувшись на родину после конца диктатуры, вновь работала педагогом, а также занимала ответственные посты в Компартии. В 1990 году была избрана в Центральный комитет КПУ на XXII съезде, затем вступила в Коллективный генеральный секретариат (в 1992—2006 годах) и сменила Хайме Переса в качестве генсека КПУ. Параллельно была членом Политического совета Широкого фронта в период с 1992 по 1999 год.
На общенациональных выборах 1994 года была избрана в Палату сенаторов с первого места в списке КПУ. Переизбравшись на выборах 1999 и 2004 годов, входила в постоянные комиссии по вопросам труда и социального обеспечения; образования и культуры; транспорта и общественных работ.
В правительствах Широкого фронта во главе с Табаре Васкесом с 1 марта 2005 года по 1 марта 2010 года и с 1 марта 2015 года — министр социального развития.